# Literaturjahr 1996
Liste der Literaturjahre

◄◄ | ◄ | 1992 | 1993 | 1994 | 1995 | Literaturjahr 1996 | 1997 | 1998 | 1999 | 2000 | ► | ►►

Weitere Ereignisse

## Ereignisse
- Mit dem WIPO-Urheberrechtsvertrag, kurz WCT (von englisch WIPO Copyright Treaty), einem von der Weltorganisation für geistiges Eigentum (WIPO) verabschiedeten Sonderabkommen im Sinne des Artikels 20 der Berner Übereinkunft, wird der Rahmen für die Anpassung der nationalen Urheberrechtsgesetze an die Anforderungen digitaler Netzmedien geschaffen.
- In Wien wird der Mandelbaum Verlag gegründet.

## Literaturpreise
- Literaturnobelpreis: Wisława Szymborska

- Nebula Award

- Nicola Griffith, Slow River, Untiefen, Kategorie: Bester Roman
- Jack Dann, Da Vinci Rising, Kategorie: Bester Kurzroman
- Bruce Holland Rogers, Lifeboat on a Burning Sea, Rettungsboot auf brennender See, Kategorie: Beste Erzählung
- Esther M. Friesner, A Birthday, Kategorie: Beste Kurzgeschichte

- Hugo Award

- Neal Stephenson, The Diamond Age, Diamond Age – Die Grenzwelt, Kategorie: Bester Roman
- Allen Steele, The Death of Captain Future, Der Tod von Captain Future, Kategorie: Bester Kurzroman
- James Patrick Kelly, Think Like a Dinosaur, Denken wie ein Dinosaurier, Kategorie: Beste Erzählung
- Maureen F. McHugh, The Lincoln Train, Der Lincoln-Zug, Kategorie: Beste Kurzgeschichte

- Locus Award

- Neal Stephenson, The Diamond Age, Diamond Age – Die Grenzwelt, Kategorie: Bester SF-Roman
- Orson Scott Card, Alvin Journeyman, Der Reisende, Kategorie: Bester Fantasy-Roman
- Tim Powers, Expiration Date, Kategorie: Bester Dark Fantasy/Horror-Roman
- Linda Nagata, The Bohr Maker, Kategorie: Bester Erstlingsroman
- Connie Willis, Remake, Kategorie: Bester Kurzroman
- Mike Resnick, When the Old Gods Die, Kategorie: Beste Erzählung
- Maureen F. McHugh, The Lincoln Train, Der Lincoln-Zug, Kategorie: Beste Kurzgeschichte
- Harlan Ellison, Slippage, Kategorie: Beste Sammlung
- Gardner Dozois, The Year's Best Science Fiction: Twelfth Annual Collection, Kategorie: Beste Anthologie

- Kurd-Laßwitz-Preis

- Hans Joachim Alpers, Die graue Eminenz, Kategorie: Bester Roman
- Norbert Stöbe, Der Durst der Stadt, Kategorie: Beste Erzählung
- Michael Ende, Der lange Weg nach Santa Cruz, Kategorie: Beste Kurzgeschichte
- Stephen Baxter, The Time Ships, Zeitschiffe, Kategorie: Bestes ausländisches Werk
- Erik Simon, Kategorie: Bester Übersetzer
- Walter Ernsting für sein Lebenswerk als Autor, Übersetzer, Literarischer Agent, Herausgeber, Lektor und Initiator, Sonderpreis

- Philip K. Dick Award

- Stephen Baxter, The Time Ships, Zeitschiffe

- Booker Prize: Graham Swift für Last Orders, dt. Letzte Runde
- Georg-Büchner-Preis: Sarah Kirsch
- Friedenspreis des deutschen Buchhandels: Mario Vargas Llosa
- Ingeborg-Bachmann-Preis: Jan Peter Bremer, Der Fürst spricht
- Prix Goncourt: Pascale Roze
- Ethel Wilson Fiction Prize: Audrey Thomas, Coming Down From Wa
- Floyd S. Chalmers Award in Ontario History: Lynne Marks, Revivals and Roller Rinks: Religion, Leisure and Identity in Late Nineteenth-Century Small-Town Ontario
- John Hirsch Award: David Bergen, A Year of Lesser
- Hubert Evans Non-Fiction Prize: Claudia Maria Cornwall, Letter from Vienna : a daughter uncovers her family's Jewish past
- Journey Prize: Elyse Gasco, Can You Wave Bye Bye, Baby
- Trillium Book Award: Anne Michaels, Fugitive Pieces; Nancy Vickers, Le Pied de Sappho und Alain Bernard Marchand, Tintin au pays de la ferveur
- Writers Guild of Alberta Howard O’Hagan Prize for Short Fiction: Fred Wah, Diamond Grill

## Neuerscheinungen
Belletristik
- Die Abendröte im Westen – Cormac McCarthy
- Airframe – Michael Crichton
- Anita and Me – Meera Syal
- Die Asche meiner Mutter – Frank McCourt
- Auferstehung der Toten – Wolf Haas
- Corpus Christi – Patrick Roth
- A Crown of Swords – Robert Jordan
- Ecstasy – Irvine Welsh
- Exzession –  Iain M. Banks
- Fight Club – Chuck Palahniuk
- Finks Krieg – Martin Walser
- Die fünfte Frau – Henning Mankell
- Das Geheimnis der weißen Mönche – Rainer M. Schröder
- Die geliehene Zeit – Diana Gabaldon
- The Green Mile – Stephen King
- Die Herrin von Avalon – Marion Zimmer Bradley
- Im Kongo – Urs Widmer
- Jenseits von Babylon – David Malouf
- Johannisnacht – Uwe Timm
- Kalte Herzen – Tess Gerritsen
- Das Leben ist kurz – Vita Brevis – Jostein Gaarder
- Der letzte Pate – Mario Puzo
- Lichtborn – Greg Egan
- Magic Hoffmann – Jakob Arjouni
- Making History – Stephen Fry
- Medea: Stimmen – Christa Wolf
- Die natürliche Ordnung der Dinge – António Lobo Antunes
- Die Netzflickerin – Maarten ’t Hart
- Die Odyssee – Ulrich Karger
- Das Ölschieferskelett – Bernhard Kegel
- Die Päpstin – Donna Woolfolk Cross
- Perversion – Jurij Andruchowytsch
- Regulator – Stephen King
- Das rote Notizbuch – Paul Auster
- Sabbaths Theater – Philip Roth
- Das schwarze Manifest – Frederick Forsyth
- Schweinerei – Marie Darrieussecq
- Seide – Alessandro Baricco
- Sleepers – Lorenzo Carcaterra
- Unendlicher Spaß – David Foster Wallace
- Das Urteil – John Grisham
- Das verlorene Paradies – Abdulrazak Gurnah
- Das Vogelmädchen und der Mann, der der Sonne folgte – Velma Wallis
- Weihnachten, als ich klein war – Angelika Kutsch (Hrsg.)
- Die Welt ist groß und Rettung lauert überall – Ilija Trojanow
- Wie ein einziger Tag – Nicholas Sparks
- Wie ich eines schönen Morgens im April das 100%ige Mädchen sah – Haruki Murakami
- Zügellos – Dick Francis

Drama
- Das Herz eines Boxers – Lutz Hübner (UA 1996)
- Shoppen & Ficken – Mark Ravenhill
- Stecken, Stab und Stangl – Elfriede Jelinek (UA 1996)

Sachliteratur
- Sicherungsbereich Literatur – Joachim Walther

Weitere Literatur
- Albin säger godnatt (Bilderbuch) – Ulf Löfgren
- Der Berliner Schlüssel (Essay) – Bruno Latour
- Drei Frauenleben (Mikrogeschichte) – Natalie Zemon Davis
- Familienmagazine der Familie Dodgson – Lewis Carroll
- Liebesbriefe an Adolf Hitler (Anthologie) – Hg.: Helmut Ulshöfer
- Eine winterliche Reise zu den Flüssen Donau, Save, Morawa und Drina oder Gerechtigkeit für Serbien – Peter Handke

## Geboren
- 15. April: Dana Vowinckel, deutsche Schriftstellerin
- 29. Mai: Rebecca F. Kuang, US-amerikanische Schriftstellerin
- 17. Juli: Jean-Philippe Kindler, deutscher Slam-Poet
- 23. Oktober: Miedya Mahmod, deutsche Person, die literarische Texte schreibt und als Spoken-Word-Artist auftritt

### Genaues Datum unbekannt
- Emil Kaschka, österreichischer Schriftsteller
- Nefeli Kavouras, deutsche Schriftstellerin

## Gestorben

### Januar – Juni
- 04. Januar: Bob Flanagan, US-amerikanischer Schriftsteller und Künstler (* 1952)
- 08. Januar: Paul Vialar, französischer Schriftsteller (* 1898)
- 11. Januar: Walter M. Miller, Jr., US-amerikanischer Science-Fiction-Schriftsteller (* 1923)
- 19. Januar: Upendranath Ashk, indischer Schriftsteller, Dramatiker und Übersetzer (* 1910)
- 26. Januar: Harold Brodkey, US-amerikanischer Schriftsteller, Essayist und Journalist (* 1930)
- 28. Januar: Joseph Brodsky, russisch-US-amerikanischer Dichter und Literaturnobelpreisträger (* 1940)
- 28. Januar: Jerry Siegel, US-amerikanischer Comicautor (* 1914)
- 12. Februar: Bob Shaw, nordirischer Schriftsteller (* 1931)
- 12. Februar: Shiba Ryōtarō, japanischer Schriftsteller (* 1923)
- 17. Februar: Hervé Bazin, französischer Schriftsteller (* 1911)
- 21. Februar: Rudolf Braunburg, deutscher Pilot und Schriftsteller (* 1924)
- 03. März: Marguerite Duras, französische Schriftstellerin (* 1914)
- 13. März: Krzysztof Kieślowski, polnischer Filmregisseur und Drehbuchautor (* 1941)
- 15. März: Wolfgang Koeppen, deutscher Schriftsteller (* 1906)
- 17. März: René Clément, französischer Filmregisseur und Drehbuchautor (* 1913)
- 19. März: Günter Wünsche, deutscher Lyriker und Schriftsteller (* 1931)
- 23. März: C. C. Bergius, deutscher NS-Kriegspilot und Schriftsteller (* 1910)
- 28. März: Hans Blumenberg, deutscher Philosoph (* 1920)
- 17. April: Madeleine Bourdouxhe, belgische Schriftstellerin (* 1906)
- 17. April: José Luis López-Aranguren, spanischer Philosoph und Essayist (* 1909)
- 18. April: Piet Hein, dänischer Wissenschaftler und Verfasser von „Gruks“ (* 1905)
- 23. April: P. L. Travers, australisch-britische Schriftstellerin (* 1899)
- 03. Mai: Hermann Kesten, deutscher Schriftsteller (* 1900)
- 05. Mai: Ai Qing, chinesischer Dichter (* 1910)
- 05. Mai: David Lasser, US-amerikanischer Schriftsteller (* 1902)
- 24. Mai: Daniel Christoff, deutscher Schriftsteller und Dramatiker (* 1926)
- 31. Mai: Timothy Leary, US-amerikanischer Psychologe und Autor (* 1920)
- 17. Juni: Thomas S. Kuhn, US-amerikanischer Wissenschaftsphilosoph, -theoretiker und -historiker (* 1922)
- 17. Juni: Reinhard Lettau, deutsch-amerikanischer Schriftsteller (* 1929)

### Juli – Dezember
- 08. Juli: Adelheid Duvanel, Schweizer Schriftstellerin (* 1936)
- 14. Juli: Jean Rudolf von Salis, Schweizer Historiker, Schriftsteller und Publizist (* 1901)
- 20. August: Rio Reiser, deutscher Sänger, Musiker, Liedtexter (* 1950)
- 22. August: Erwin Leiser, deutsch-schwedischer Publizist und Dokumentarfilm-Regisseur (* 1923)
- 19. September: Helmut Heißenbüttel, deutscher Schriftsteller (* 1921)
- 27. September: Esteban López, niederländischer Schriftsteller (* 1931)
- 29. September: Endō Shūsaku, japanischer Schriftsteller (* 1923)
- 08. Oktober: Mignon G. Eberhart, US-amerikanische Krimischriftstellerin (* 1899)
- 09. Oktober: Joachim Wohlgemuth, deutscher Schriftsteller (* 1932)
- 11. Oktober: Pierre Grimal, französischer Altphilologe (* 1912)
- 16. Oktober: Eric Malpass, britischer Schriftsteller (* 1910)
- 17. Oktober: Gerhard Holtz-Baumert, deutscher Schriftsteller (* 1927)
- 18. Oktober: Otto Heinrich Kühner, deutscher Schriftsteller, Hörspiellektor und -autor (* 1921)
- 28. Oktober: Franca Magnani, italienische Journalistin und Schriftstellerin (* 1925)
- 14. November: Meridel Le Sueur, US-amerikanische Schriftstellerin und Frauenrechtlerin (* 1900)
- 09. Dezember: Heinrich Schmidt-Barrien, deutscher Schriftsteller (* 1902)
- 09. Dezember: Hans-Georg Werner, deutscher Literaturhistoriker (* 1931)
- 11. Dezember: Danuta Gleed, kanadische Schriftstellerin (* 1946)
- 11. Dezember: Erich Zöllner, österreichischer Historiker (* 1916)
- 12. Dezember: Vance Packard, US-amerikanischer Publizist (* 1914)
- 15. Dezember: Harry Kemelman, US-amerikanischer Schriftsteller (* 1908)
- 16. Dezember: Laurens van der Post, südafrikanisch-britischer Schriftsteller (* 1906)
- 20. Dezember: Carl Sagan, US-amerikanischer Astronom und Schriftsteller (* 1934)
- 21. Dezember: Christine Brückner, deutsche Schriftstellerin (* 1921)
- 29. Dezember: Dorothy Livesay, kanadische Lyrikerin (* 1909)